# Rawle Alkins
Rawle Alkins, né le 29 octobre 1997 à Brooklyn dans l'État de New York aux États-Unis, est un joueur américain de basket-ball évoluant aux postes de meneur et d'arrière.

## Biographie

### Jeunesse et formation
Lors de sa première année, Alkins en marque en moyenne 10,9 points. Il se présente pour la draft 2017 de la NBA, mais choisi de rester en Arizona. Il a raté quelques matchs en janvier 2018 du a un pied cassé. En deuxième année, Alkins marque en moyenne 13,1 points par match. Le 27 mars 2018, Alkins se déclare pour la draft 2018 de la NBA et engage un agent, renonçant à ses deux dernières années d'éligibilité au collège.